# دييجو إشافاريا ميساس
دييجو إشافاريا ميساس (بالإسبانية: Diego Echavarría Misas)‏، (28 سبتمبر 1895 في إيتاغوي - 19 سبتمبر 1971 في ميديلين)، رجل أعمال بارز وفاعل خير كولومبي، تبرع بالكثير من أمواله لبلديات وادي ابورا، وخاصة مدينة إيتاغوي الكولومبية.